# Schneckenlohe
Schneckenlohe est une commune de Bavière (Allemagne), située dans l'arrondissement de Kronach, dans le district de Haute-Franconie.

## Jumelages
- Borghetto di Vara (Italie) depuis 1993